# بولاتوو (شهرستان بلاگووشچنسکی، باشقیرستان)
بولاتوو (انگلیسی: Bulatovo, Blagoveshchensky District, Republic of Bashkortostan) یک شهرک در شهرستان بلاگووشچنسکی باشقیرستان کشور روسیه است.